# Jacquinia cristalensis
Jacquinia cristalensis är en viveväxtart som beskrevs av Lepper och J.E.Gut. Jacquinia cristalensis ingår i släktet Jacquinia och familjen viveväxter. Inga underarter finns listade i Catalogue of Life.